# Susanna Orelli-Rinderknecht

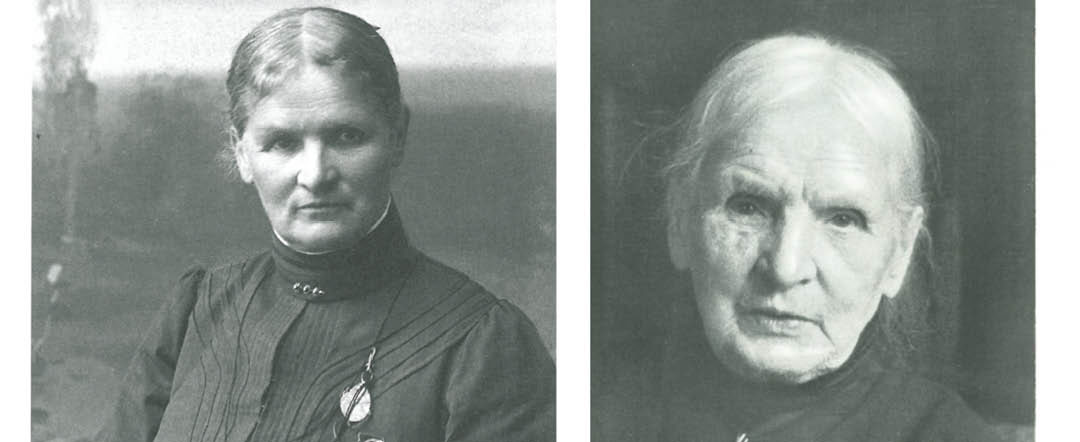
Susanna Orelli

Susanna Orelli-Rinderknecht (* 27. Dezember 1845 in Oberstrass; † 12. Januar 1939 in Zürich) war eine Vertreterin der Schweizer Abstinenzbewegung und Gründerin des Zürcher Frauenvereins.

## Leben
Susanna Rinderknecht war die fünfte Tochter einer wohlhabenden Oberstrasser Bauernfamilie. Nach der Volksschule absolvierte sie verschiedene hauswirtschaftliche Kurse und ein Welschlandjahr.
1881 heiratete sie den Mathematikprofessor Johannes Orelli, der bereits 1885 starb.
Orelli-Rinderknecht war in verschiedenen gemeinnützigen Vereinen tätig. Im Hilfsverein für entlassene Geisteskranke lernte sie Auguste Forel kennen, sie wurde Mitglied des Blauen Kreuzes und arbeitete bei der Freiwilligen- und Einwohnerarmenpflege mit.
Ihr Engagement in der Abstinenzbewegung führte 1894 zur Gründung des Zürcher Frauenvereins für Mässigkeit und Volkswohl, der 1909 in Zürcher Frauenverein für alkoholfreie Wirtschaft umbenannt wurde und später in die ZFV-Unternehmungen überging.

## Frauenverein für Mässigkeit und Volkswohl

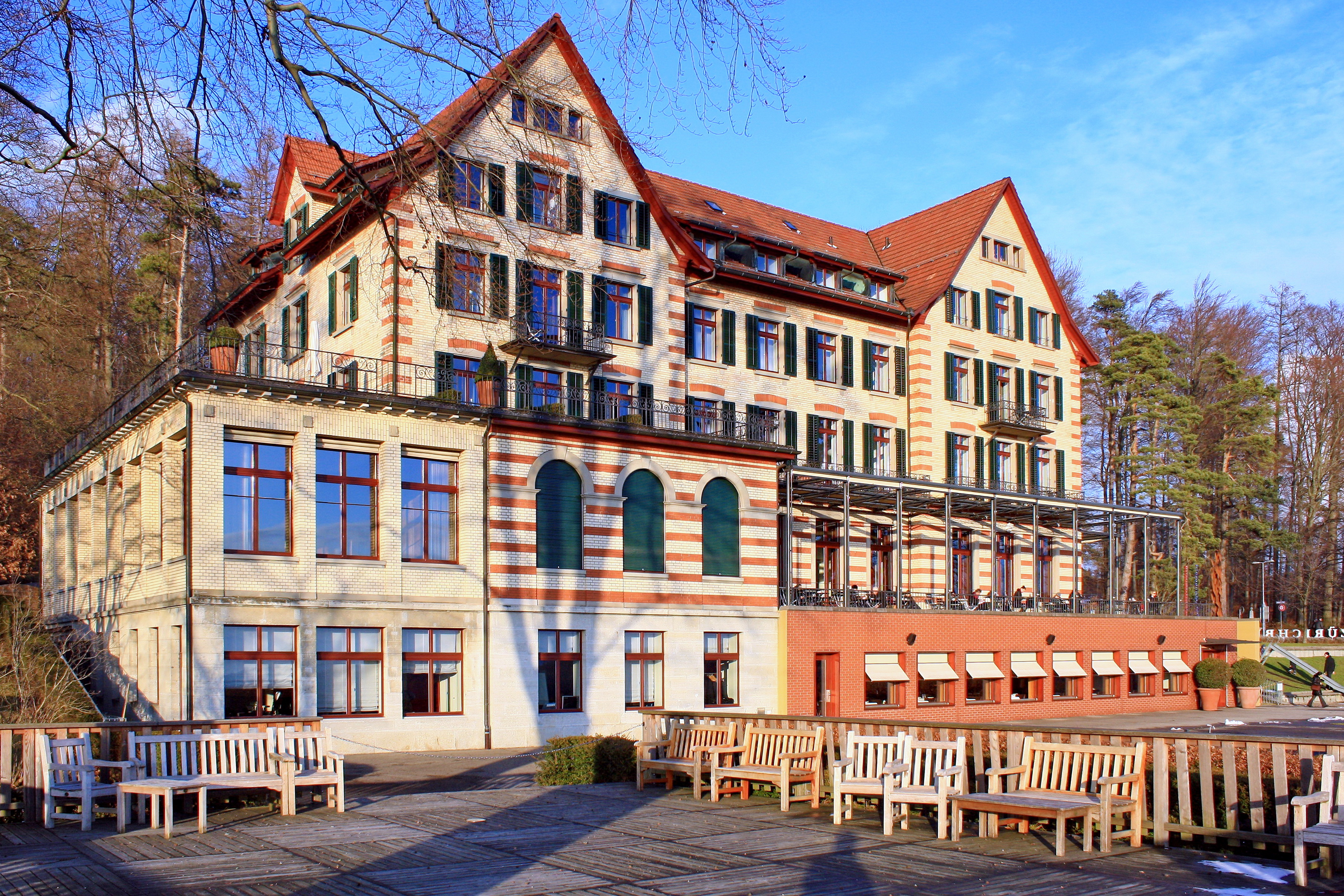
Das ehemalige Kurhaus, heute Hotel Zürichberg, in einer Aufnahme von 2010.

Orelli gründete am 27. September 1894 zusammen mit 14 anderen Frauen den Zürcher Frauenverein für Mässigkeit und Volkswohl. Obwohl die Initiative massgeblich von ihr ausging, wurde Orelli-Rinderknecht nicht in den Vorstand gewählt,:50 f. zwei Jahre später wurde sie aber Vorsitzende der neu geschaffenen Betriebskommission.:110 f.
Bereits am 16. Dezember 1894 öffnete die Kaffeestube «Kleiner Marthahof» an der Stadelhoferstrasse 22. Die Statuten des Vereins wurden erst fünf Wochen später, am 22. Januar 1895, einstimmig angenommen.:55 Der kleine Marthahof war von 5.30 bis 22 Uhr geöffnet und bot neben alkoholfreien Getränken anfangs hauptsächlich kalte Speisen zu sehr günstigen Preisen. Es herrschte kein Konsumationszwang. Der kleine Marthahof stiess bei der Öffentlichkeit und der Kundschaft auf positives Echo, so dass die Geschäftsführerin überfordert war und Orelli-Rinderknecht nach knapp zwei Wochen auf Bitten des Vorstandes die Leitung übernahm.:55, 58 f., 106 Aufgrund des Erfolges wurden im November 1895 zwei weitere alkoholfreie Speisewirtschaften eröffnet.:110
Auch das sechste alkoholfreie Restaurant des Vereins, das «Karl der Grosse» neben dem Grossmünster mit 250 Plätzen, wurde bei seiner Eröffnung am 1. April 1898 geradezu überrannt. Wegen des grossen Andranges fühlte sich die Vorsteherin überfordert und Orelli-Rinderknecht musste wiederum einspringen.:119
Im gleichen Jahr begann man mit den Plänen für ein Kurhaus auf dem Zürichberg. Im Gegensatz zu den bisherigen Projekten musste das Kurhaus neugebaut werden. Im Juli 1899 wurde mit den Bauarbeiten begonnen und im Oktober 1900 wurde das Haus eingeweiht. Die Baukosten beliefen sich auf 500'000 Franken. Das Restaurant wurde am 1. Januar 1901 in Betrieb genommen.:123–128
1904 hatten die 10 Restaurationsbetriebe durchschnittlich 5000–6000 Besucher pro Tag.:136 1909 wurde der Verein in Zürcher Frauenverein für alkoholfreie Wirtschaft umbenannt. Der Verein betrieb bis zu diesem Zeitpunkt bereits 10 Restaurants, zu denen weitere – wie der Rigiblick und das Restaurant des neuen Volkshauses – hinzukamen. Im Herbst 1914 gründete sie zusammen mit andern Exponentinnen der Frauen- und der Abstinenzbewegung einen Gemeinnützigen Verein für alkoholfreie Verpflegung der Truppen. Dies, um dem starken Hang der Soldaten zum Trinken etwas Positives entgegenzusetzen.
1915 zog sich Orelli aus der Betriebskommission zurück und 1920 trat sie ganz zurück.:149
Sie fand auf dem Friedhof Sihlfeld ihre letzte Ruhestätte.

## Förderung der Frauenerwerbsarbeit
Der Frauenverein bot seinen weiblichen Angestellten fortschrittliche Arbeitsbedingungen. Unter anderem war die Arbeitszeit je nach Tätigkeit auf 8 bis 10 Stunden beschränkt, ein Tag pro Monat und ein halber pro Woche waren frei, der Verein finanzierte eine Kranken- und Unfallversicherung für alle Angestellten, stellte Unterkunftsmöglichkeiten und ein Freizeitangebot zur Verfügung und bot ein festes Monatsgehalt.:140 f.
Seit 1908 bot der Frauenverein eine zweijährige Ausbildung für die Vorsteherinnen ihrer alkoholfreien Betriebe an.:171

## Ehrungen
- 1919 erhielt Orelli-Rinderknecht als erste Frau die medizinische Ehrendoktorwürde von der Universität Zürich.[2]
- Orelli-Rinderknecht war 1945 die erste Frau auf einer Schweizer Briefmarke.[6]
- Nach ihr benannt ist neben der Orellistrasse auch der Orelliweg im Quartier Fluntern, der vom ehemaligen Kurhaus an der Orellistrasse weg (heute Hotel Zürichberg) dem Waldrand entlang bis zum Hanslinweg führt. An dieser Kreuzung steht ein Gedenkbrunnen für Susanna Orelli-Rinderknecht.[7]

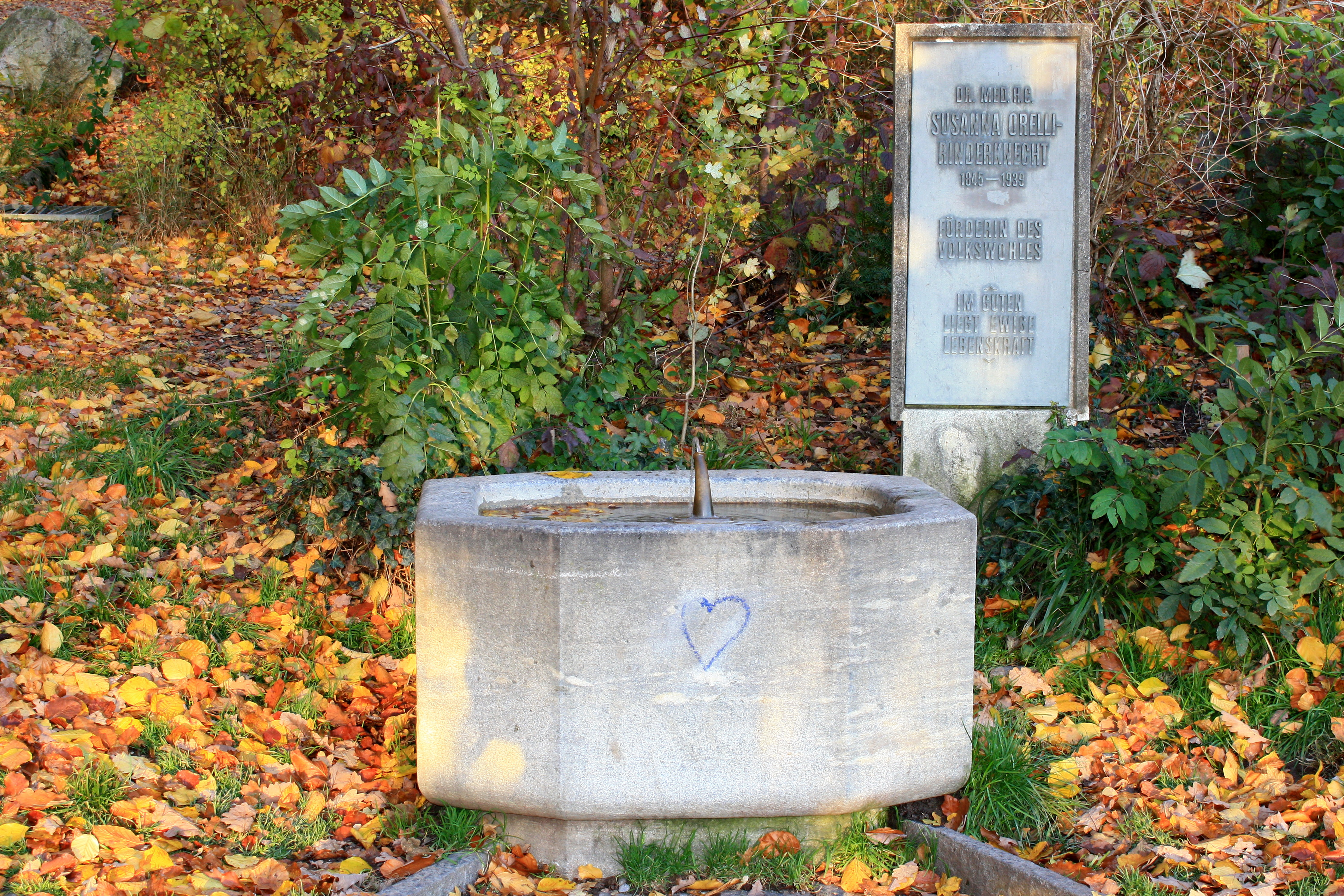
Brunnen zum Gedenken an Susanna Orelli an der Kreuzung Orelliweg-Hanslinweg
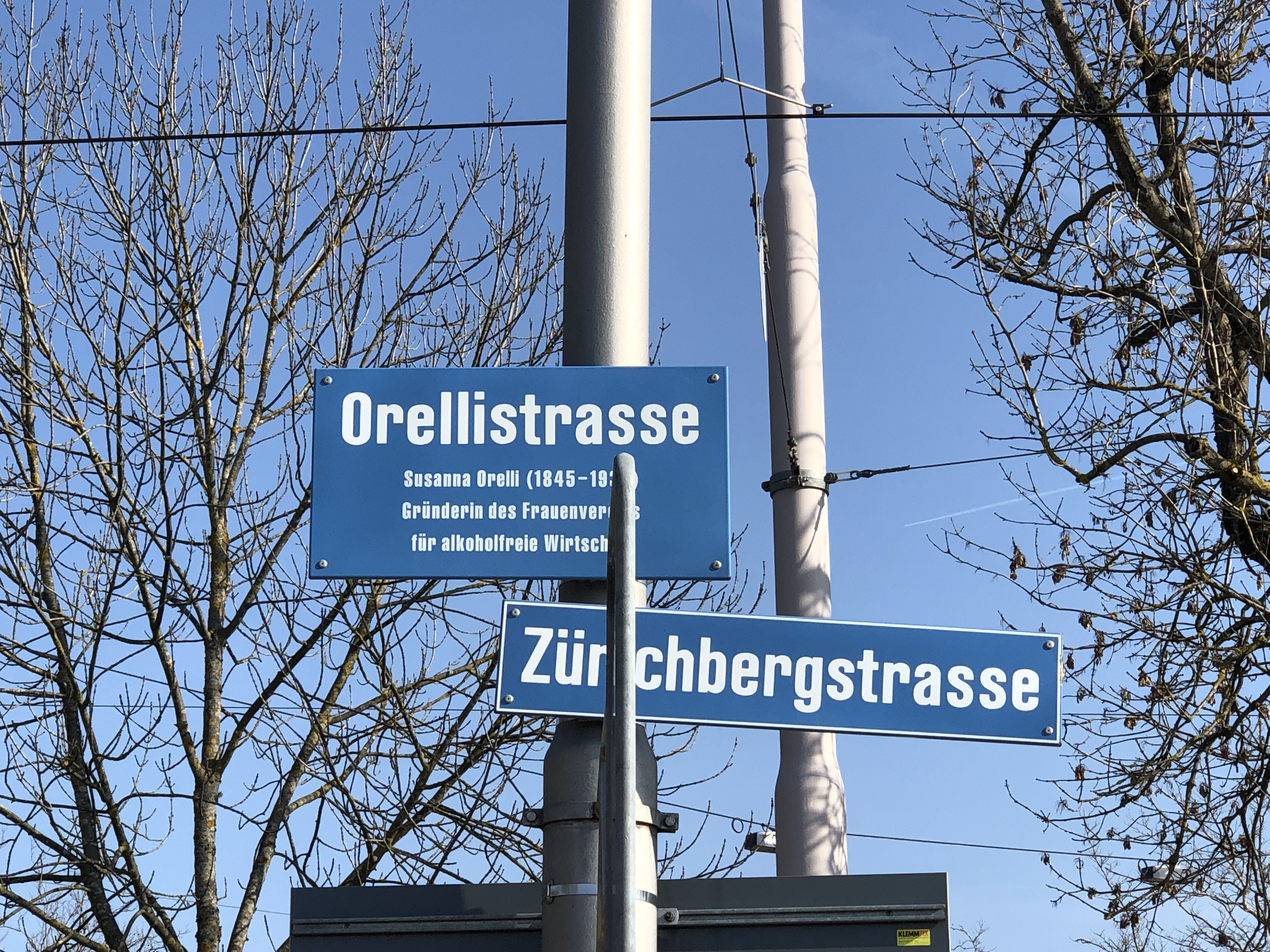
Strassenschild Orellistrasse an der Endhaltestelle Zoo